# Berlinde De Bruyckere
Berlinde De Bruyckere (Gent, 1964) is een Belgische kunstenares, bekend vanwege haar installaties en beeldhouwwerken.

## Biografie en werkwijze
De Bruyckere groeide op in de Gentse volksbuurt Muide. Ze volgde de opleiding monumentale kunsten aan Sint-Lucas te Gent, waar ze afstudeerde in 1986.
Vanaf begin jaren 1990 staat het menselijk lichaam centraal in haar kunst. Terugkerende thema's in haar werk zijn kwetsbaarheid, vergankelijkheid en eenzaamheid. Eerst maakte ze zogenaamde "dekenmensen": kwetsbare, gehavende figuren met dekens over het hoofd. De dekens beklemmen maar bieden ook bescherming. Later ging ze vervormde lichamen boetseren uit was, bedekt met wol, vaak zonder hoofd en geslacht. De Bruyckere staat ook bekend om haar sculpturen en installaties met bomen en met vervormde paardenlichamen.
De Bruyckere's werken zorgen vaak voor controverse. Drijvende sculpturen van vrouwen in de Gentse binnenwateren en in bomen opgehangen dode paarden zorgen voor opschudding en afkeer.

## Tentoonstellingen in België en Nederland (selectie)
In 1999 vertegenwoordigde ze België op de Biënnale van Venetië en beleefde een internationale doorbraak. Haar werken werden daarna verworven door belangrijke musea in België en het buitenland.
Haar eerste grote installatie met paardenlichamen maakte De Bruyckere in 2000, voor het In Flanders Fields Museum te Ieper. De dode paarden staan symbool voor de verschrikkingen van de Eerste Wereldoorlog. 
In 2005 had De Bruyckere een tentoonstelling bij het Museum De Pont te Tilburg. In juni 2007 voltooide de kunstenares een monumentaal werk in het Brussels metrostation Simonis. Op de Biënnale van Venetië van 2007 toonde ze eveneens werk.
De kunstenares exposeerde in 2007 in de Begijnhofkerk in Sint-Truiden onder de titel "Should clouds be wasted, and little fish". De geplaatste installatie werd in het koor van de kerk geplaatst en bestond uit een glazen toonkast met boomstammen in was. Deze installatie was eerder te zien op Art Basel en in de Galleria Continua in San Gimignano, Italië.
In 2012 was er een dialoogtentoonstelling in het museum De Pont te Tilburg over haar werk in relatie tot die van de overleden kunstenaar Philippe Vandenberg.
In 2013 vertegenwoordigde Berlinde de Bruyckere België opnieuw op de Biënnale van Venetië. Ze maakte indruk met Kreupelhout/Cripplewood, waarvoor de stad Venetië, Sint Sebastiaan en het werk van de Zuid-Afrikaanse auteur J.M. Coetzee de belangrijkste inspiratiebronnen waren.
In samenwerking met SMAK in Gent werd er in 2015 een grote overzichtstentoonstelling "Sculpturen & Drawings 2000-2014" in het Gemeentemuseum Den Haag georganiseerd. Het centrale thema was het lichaam en hoe dit lichaam zichtbaar kan lijden.
Van 15 december 2018 tot 12 mei 2019 was er in Museum Hof van Busleyden in Mechelen de tentoonstelling "It almost seemed a lily" met nieuw werk van De Bruyckere. Haar inspiratiebron vormden de Besloten Hofjes, topstukken uit de collectie van het museum.
Het Bonnefantenmuseum in Maastricht toonde van 10 februari tot 3 oktober 2021 de tentoonstelling "Engelenkeel". Die bestond uit bestaande, nieuwe en nooit eerder getoonde werken uit de periode 2014-2021. Terugkerende thema's uit het oeuvre van de kunstenaar, zoals menselijke kwetsbaarheid, lichamelijkheid, lijden, levenskracht en eerdere iconografieën zoals bedekte mensen (zie Spreken [To Speak]) (1999)) en paardenlichamen kregen er een nieuwe laag van betekenis en urgentie door de toenmalige coronacrisis. Het menselijk lichaam stond symbool voor bedreiging, maar belichaamde in die periode (letterlijk en figuurlijk) ook de nood aan verbinding. Die ideeën werden gecombineerd in het centrale beeld van de engel, met diens eenzame bestaan en beschuttende vleugels tegen angst.

## Opera
Op 31 maart 2015 ging in de Brusselse Koninklijke Muntschouwburg de opera Penthesilea van Pascal Dusapin in wereldpremière; De Bruyckere was hierbij verantwoordelijk voor de decors. Het was tevens haar debuut in het Munttheater.

## Onderscheidingen
- 1989: Young Belgian Art Prize
- 2009: Vlaamse Cultuurprijs voor Beeldende Kunst
- 2015: Doctor honoris causa aan de Universiteit Gent[13]
- 2021: Commandeur in de Kroonorde.[14]

## Werk in Nederlandse musea
- Museum De Pont in Tilburg bezit van De Bruyckere een zestal tekeningen op papier en twee ruimtelijke installaties.[15]

- In het Kunstmuseum Den Haag staat het werk Into One-Another II To P.P.P.[16]